# Carl Wieman
Carl Edwin Wieman (ur. 26 marca 1951 w Corvallis, Oregon) – amerykański fizyk, laureat Nagrody Nobla w dziedzinie fizyki w roku 2001 za otrzymanie nowego stanu materii, tzw. kondensatu Bosego-Einsteina, a także za pierwsze badania jego właściwości.

## Życiorys
Ukończył fizykę w roku 1973 w Massachusetts Institute of Technology. Tytuł doktora uzyskał w roku 1977 na Uniwersytecie Stanforda. Od roku 1984 pracuje i wykłada, jako profesor, na Uniwersytecie Kolorado w Boulder. Jest laureatem Nagrody Rabiego i Medalu Franklina.
Zajmuje się m.in. wykorzystaniem laserów do badań atomów. Przez wiele lat próbował za pomocą laserowego promieniowania chłodzić i zamykać atomy w tzw. pułapce. Jest współwłaścicielem trzech patentów wykorzystujących wiedzę o laserach w praktyce. W roku 1995, prowadząc badania wspólnie z E.Cornellem, stworzył eksperymentalnie w temperaturze 20 nanokelwinów nowy stan materii (przewidywany już w 1924 roku hipotetycznie przez S.N.Bosego i A.Einsteina) w postaci rozcieńczonego (rozrzedzonego) gazu atomów rubidu (tzw. kondensatu Bosego–Einsteina). Badania te otwierają możliwość tworzenia nowych generacji układów scalonych, a tym samym komputerów kwantowych o niewielkich rozmiarach i ogromnej mocy obliczeniowej. W roku 2001 został wyróżniony za to odkrycie Nagrodą Nobla (wspólnie z E. Cornellem i niemieckim fizykiem W. Ketterlem). Laureat Medalu Oersteda za nauczanie fizyki (2007) oraz Nagrody Yidana za badania w dziedzinie edukacji (2020).